# SuperLiga Chineză
Campionatul de fotbal din China este cea mai mare competiție de fotbal din China.
Liga a fost înființată în 2004 prin redenumirea fostei divizii superioare, Liga Chineză Jia-A.
În primul sezon, la competiție au participat 12 echipe. Liga s-a extins de atunci, cu 16 echipe concurând în sezonul 2024.
Un total de 38 de echipe au evoluat în CSL de la începuturile sale, 9 dintre ele câștigând titlul: Guangzhou (opt), Shandong Taishan (patru), Shanghai Port (trei), Shenzhen, Dalian Shide, Changchun Yatai, Beijing Guoan, Jiangsu și Wuhan Three Towns (un titlu fiecare). Actuala campioană din Super League este Shanghai Port, care a câștigat ediția din 2024.
Superliga chineză începe în februarie sau martie și se termină în noiembrie sau decembrie. În fiecare sezon, fiecare club joacă de două ori cu fiecare dintre celelalte cluburi, o dată acasă și alta în deplasare. Cu 16 cluburi aflate în prezent în Superliga Chineză în sezonul 2023, fiecare club joacă 30 de meciuri.
Ultimele două clasate la sfârșitul sezonului sunt retrogradate în League One, iar primele două echipe din League One sunt promovate, luându-le locurile.

### Campioane
| Sezon | Campioana            | Vice-campioana       |
| ----- | -------------------- | -------------------- |
| 2004  | Shenzhen Jianlibao   | Shandong Taishan     |
| 2005  | Dalian Shide         | Shanghai Shenhua     |
| 2006  | Shandong Taishan     | Shanghai Shenhua     |
| 2007  | Changchun Yatai      | Beijing Guoan        |
| 2008  | Shandong Taishan     | Shanghai Shenhua     |
| 2009  | Beijing Guoan        | Changchun Yatai      |
| 2010  | Shandong Taishan     | Tianjin TEDA         |
| 2011  | Guangzhou Evergrande | Beijing Guoan        |
| 2012  | Guangzhou Evergrande | Jiangsu Sainty       |
| 2013  | Guangzhou Evergrande | Shandong Taishan     |
| 2014  | Guangzhou Evergrande | Beijing Guoan        |
| 2015  | Guangzhou Evergrande | Shanghai Port        |
| 2016  | Guangzhou Evergrande | Jiangsu Suning       |
| 2017  | Guangzhou Evergrande | Shanghai Port        |
| 2018  | Shanghai Port        | Guangzhou Evergrande |
| 2019  | Guangzhou Evergrande | Beijing Guoan        |
| 2020  | Jiangsu Suning       | Guangzhou Evergrande |
| 2021  | Shandong Taishan     | Shanghai Port        |
| 2022  | Wuhan Three Towns    | Shandong Taishan     |
| 2023  | Shanghai Port        | Shandong Taishan     |
| 2024  | Shanghai Port        | Shanghai Shenhua     |

## Cluburile Super Ligii 2017
| Club                        | Numele în chineză | Propietari                                  | Stadion                                   | Capacitate | Sezoane în SLC                           | Cea mai bună clasare                    | Cea mai proastă poziție | Ani la nivelul 1 |
| --------------------------- | ----------------- | ------------------------------------------- | ----------------------------------------- | ---------- | ---------------------------------------- | --------------------------------------- | ----------------------- | ---------------- |
| Beijing Sinobo Guoan        | 北京中赫国安      | Sinobo Group (64%); CITIC Group (36%)       | Workers Stadium                           | 66,000     | 2004 to 2017                             | 1st, 2009                               | 7th, 2004               | from 2004        |
| Changchun Yatai             | 长春亚泰          | Chanchun Jisheng Investment                 | Development Area Stadium                  | 25,000     | 2006 to 2017                             | 1st, 2007                               | 14th, 2013              | from 2006        |
| Chongqing Dangdai Lifan     | 重庆当代力帆      | Desports (90%); Lifan Group (10%)           | Chongqing Olympic Sports Center           | 58,600     | 2004 to 2006, 2009 to 2010, 2015 to 2017 | 8th, 2015                               | 16th, 2009              | from 2015        |
| Guangzhou Evergrande Taobao | 广州恒大淘宝      | Evergrande Group (60%); Alibaba Group (40%) | Tianhe Stadium                            | 58,500     | 2008 to 2009, 2011 to 2017               | 1st, 2011, 2012, 2013, 2014, 2015, 2016 | 9th, 2009               | from 2011        |
| Guangzhou R&F               | 广州富力          | Guangzhou R&F Properties Co., Ltd.          | Yuexiushan Stadium                        | 18,000     | 2004 to 2010, 2012 to 2017               | 3rd, 2014                               | 16th, 2010              | from 2012        |
| Guizhou Hengfeng Zhicheng   | 贵州恒丰智诚      | Guizhou Zhicheng Group; Hengfeng Group      | Guiyang Olympic Sports Center             | 52,888     | 2017                                     |                                         |                         | from 2017        |
| Hebei CFFC                  | 河北华夏幸福      | China Fortune Land Development Co., Ltd     | Qinhuangdao Olympic Sports Center Stadium | 33,572     | 2016 to 2017                             | 7th, 2016                               |                         | from 2016        |
| Henan Jianye                | 河南建业          | Henan Haolin Investment (95.7%)             | Zhengzhou Hanghai Stadium                 | 29,800     | 2007 to 2012, 2014 to 2017               | 3rd, 2009                               | 16th, 2012              | from 2014        |
| Jiangsu Suning              | 江苏苏宁          | Suning Appliance Group                      | Nanjing Olympic Sports Center             | 62,000     | 2009 to 2017                             | 2nd, 2012, 2016                         | 13th, 2013              | from 2009        |
| Liaoning Whowin             | 辽宁宏运          | Liaoning Whowin Group （80%）               | Shenyang Olympic Sports Center Stadium    | 60,000     | 2004 to 2008, 2010 to 2017               | 3rd, 2011                               | 15th, 2008              | from 2010        |
| Shandong Luneng Taishan     | 山东鲁能泰山      | Luneng Group                                | Jinan Olympic Sports Luneng Stadium       | 56,800     | 2004 to 2017                             | 1st, 2006, 2008, 2010                   | 14th, 2016              | from 2004        |
| Shanghai Greenland Shenhua  | 上海绿地申花      | Greenland Group                             | Hongkou Football Stadium                  | 33,000     | 2004 to 2017                             | 2nd, 2005, 2006, 2008                   | 11th, 2011              | from 2004        |
| Shanghai SIPG               | 上海上港          | Shanghai International Port Group           | Shanghai Stadium                          | 56,800     | 2013 to 2017                             | 2nd, 2015                               | 9th, 2013               | from 2013        |
| Tianjin Quanjian            | 天津权健          | Quanjian Natural Medical Group              | Haihe Educational Football Stadium        | 30,000     | 2017                                     |                                         |                         | from 2017        |
| Tianjin Teda                | 天津泰达          | TEDA Investment Holding Co., Ltd. (85.4%)   | Tianjin Olympic Center Stadium            | 54,700     | 2004 to 2017                             | 2nd, 2010                               | 13th, 2015              | from 2004        |
| Yanbian Funde               | 延边富德          | Funde Sino Life (70%); Yanbian SMC (30%)    | Yanji Nationwide Fitness Centre Stadium   | 30,000     | 2016 to 2017                             | 9th, 2016                               |                         | from 2016        |

## Golgheteri
| Sezon | Cel mai bun marcator | Club            | Goluri |
| ----- | -------------------- | --------------- | ------ |
| 2004  | Kwame Ayew           | Inter Shanghai  | 17     |
| 2005  | Branko Jelić         | Beijing Guoan   | 21     |
| 2006  | Li Jinyu             | Shandong Luneng | 26     |
| 2007  | Li Jinyu             | Shandong Luneng | 15     |
| 2008  | Éber Luís            | Tianjin Teda    | 14     |